# Iveco Turbostar
L'Iveco TurboStar è un autocarro e trattore stradale prodotto da Iveco a partire dal 1984, destinato al trasporto pesante di merci.

## Caratteristiche
Presentato come erede della precedente serie Iveco Turbo, venne venduto inizialmente nelle versioni 190-33 e 190-42 che si differenziavano per il propulsore: 6 cilindri in linea di 13.798 cm³ sovralimentato con intercooler con potenza di 330 CV per il primo, 8 cilindri a V turbo (senza intercooler) da 17.174 cm³ e 420 CV per il secondo; entrambe le versioni equipaggiabili a scelta con cambi meccanici ZF ECOSPLIT a 16 marce sincronizzate o Fuller a 13 marce a innesto rapido. Su richiesta vi era una versione automatica. 
Ottenne delle buone recensioni nelle prove effettuate dalle riviste del settore come TuttoTrasporti, che lo collaudò nel febbraio 1985, rimarcando le caratteristiche positive del propulsore e la nuova impostazione della cabina con un maggiore comfort rispetto alla serie precedente.
Nel 1987 la serie minore venne sostituita dal 190-36 con il propulsore potenziato a 360 CV e ulteriormente nel 1990 a 377 cv (mantenendo la denominazione "-36 e solo successivamente venne denominato190-38), seguito nel 1989 dalla versione 190-48 turbo intercooler da 480 CV con cambio ZF o Eaton Twin Splitter non sincronizzato. Di quest'ultima ci fu una versione denominata "special" dotata di un allestimento esterno che comprendeva carenature, minigonne e spoiler. Tutta la serie venne poi sostituita dall'Iveco Eurostar presentato nel 1993.
Essendo stato prodotto in più di 50.000 esemplari, è stato uno degli autocarri Iveco più venduti in Italia.